# Tramp, tramp, tramp

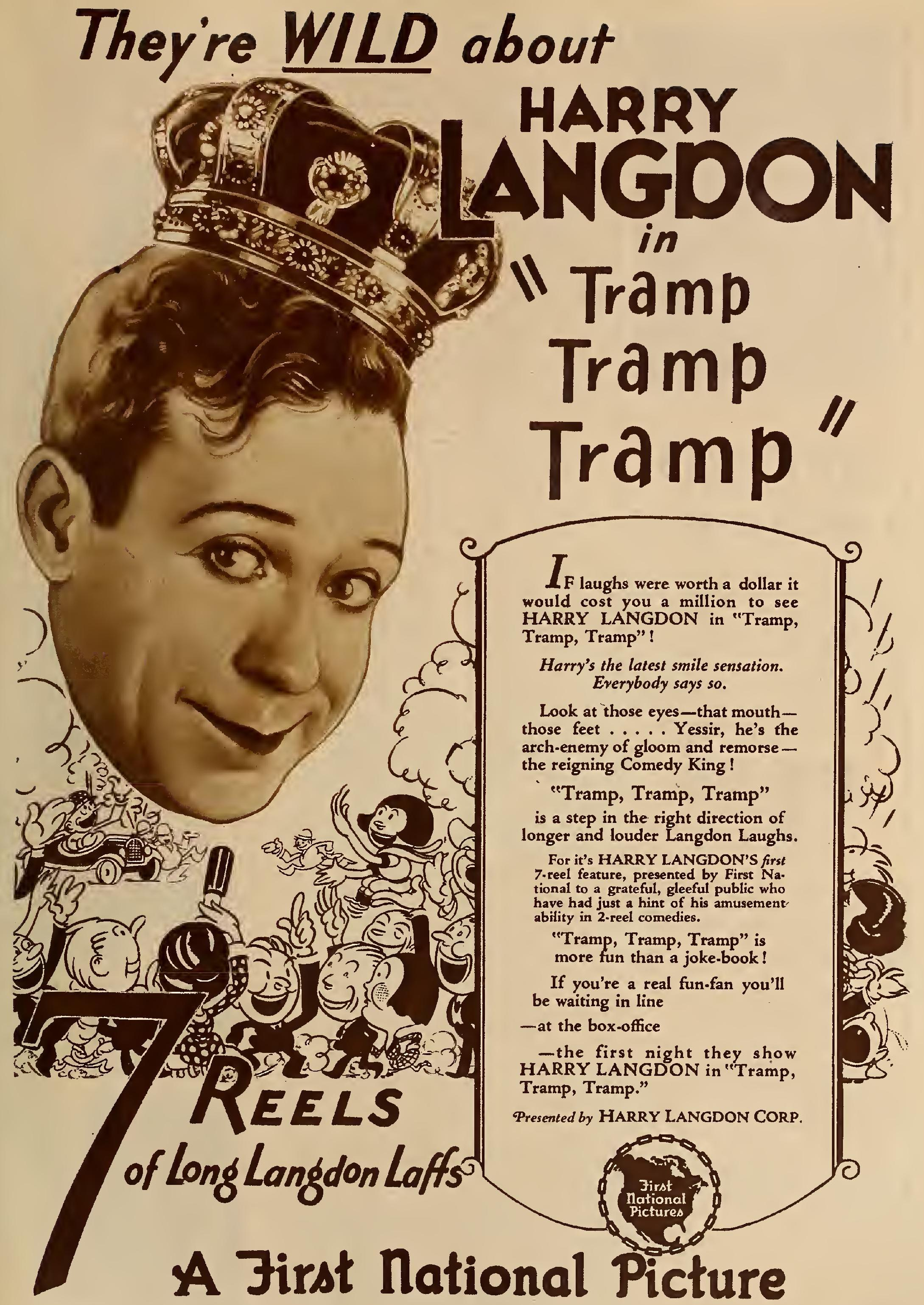
Tramp Tramp Tramp, 1926

Tramp, tramp, tramp es una comedia muda estadounidense de 1926, dirigida por Harry Edwards, y protagonizada por Harry Langdon y Joan Crawford. Es, junto con The Strong Man (1926) y Long Pants (1927), una de las películas más conocidas de Harry Langdon.

## Argumento
El protagonista compite en una larguísima marcha a pie, resultando vencedor por una serie de acontecimientos fortuitos.

## Video
- Tramp, tramp, tramp (DVD). KVP. (versión original en inglés)